# Anomala minutissima
Anomala minutissima är en skalbaggsart som beskrevs av Frey 1975. Anomala minutissima ingår i släktet Anomala och familjen Rutelidae. Inga underarter finns listade i Catalogue of Life.